# Hydroscapha andringitra
Hydroscapha andringitra is een keversoort uit de familie Hydroscaphidae. De wetenschappelijke naam van de soort werd voor het eerst geldig gepubliceerd in 2019 door Perkins en Bergsten.